# Novalja
Novalja est une ville et une municipalité située au nord de l'île de Pag, dans le comitat de Lika-Senj, en Croatie. Au recensement de 2001, la municipalité comptait 3 335 habitants, dont 96,35 % de Croates et la ville seule comptait 2 078 habitants.

## Zrče
Zrče (prononcez zeurtchè) est le nom d'une plage qui se trouve à côté de Novalja (prononcez novalia), et qui vaut à Novalja d'être qualifié de l'Ibiza croate. 
Novalja est une destination très prisée en Croatie pour faire la fête. En juin la plage accueille de nombreux jeunes pour l'un des plus gros spring break d'Europe.

## Localités
La municipalité de Novalja compte 10 localités : 
| - Caska - Gajac - Kustići - Lun - Metajna - Novalja - Potočnica - Stara Novalja - Vidalići - Zubovići |

## Jumelages
La ville de Novalja est jumelée avec :
- Bjelovar (Croatie)
- Maribor (Slovénie)
- Abenberg (Allemagne)